# Казахский государственный цирк
Казахский государственный цирк — главный цирк Казахстана, расположенный в Алма-Ате.

Вид на цирк и высотки Алматы Тауэрс с проспекта Абая

## История
Заслуженный коллектив Казахской ССР, казахский цирковой коллектив Союзгосцирка, создан в 1970 году, основа труппы — выпускники Московского эстрадно-циркового училища, Саратовской и Алматинской эстрадно-цирковых студий. В 1972 открылось новое здание цирка. С 1980 — заслуженный коллектив Казахской ССР. Многие номера программы решены в национальном стиле («Табунщики-джигиты», «Конная сюита», «Кыз куу», «Земля чудес», «Байконур», «Караван» и др.). В 1983 году в труппе цирка 73 артиста, в том числе заслуженный артист Казахской ССР К. Булибеков (руководитель группы джигитов-наездников), А. Смагулов (руководитель номера: «Воздушные гимнасты на ремнях»), Ш. Кожабердиева (руководитель аттракциона дрессированных животных), Г. Абишева (участница аттракциона джигитов-наездников). Коллектив гастролировал с 1970 (по Советскому Союзу; на Кубе 1977; в МНР 1980; ЧССР 1983). Центральный Алматинский цирк лауреат Всесоюзного смотра-конкурса национальных цирковых коллективов (1978; 1982).
В 1983 году артисты Мурат и Елизавета Жумагалиевы на международном конкурсе в г. Прага удостоены главной награды им. Эдуарде Бассе. Циркачи Досбатыровы — лауреаты Международных фестивалей циркового искусства, проходивших в Вероне (Италия), Бельгии и Китае. Артисты Т. Трестин и Ж. Бакенова завоевали первое место на Европейском конкурсе в Польше. Лауреатами и призёрами конкурса в Китае стали артисты номеров «Воздушный полет» (1993) под рук. А.Кириченко, джигиты под руководством К. Кунгужинова, номер «Ренские колеса» в исполнении В. Гашуты. В американском цирке выступает группа казахских джигитов-наездников под рук. К. Чалабаева. В 2000 году на территории цирка был открыт развлекательный центр «Арлекино». В 2001 году основана школа верховой езды (рук. К. Кунгужинов).
С 1991 года после распада Советского Союза в Алма-Ату перевелись многие артисты из Союзгосцирка, что позволило создать новый коллектив, который неоднократно успешно гастролировал по Китаю. Коллектив работал под руководством директора цирка Бегенова К. Х. (руководил с 1987 по 1998). Номера цирка: Джигиты наездники под руководством Шукура Алиева. Джигиты наездники ансамбля Азамат под руководством братьев Кунгужиновых. Воздушный гимнаст на ремнях — Смагулов Абай. Канатоходцы под руководством Нисо Алиевой. Клоунская группа (Мурат Джумаголиев, Роман Шарипов, Ходжа Додарходжаев). Дрессированные кошки — дрессировщик Мурат и Лизовета Джумаголиевы. Гимнасты: Пётор Трестин и Жанна Бакенова. Велофигурист — Павел Полистовский. Гимнасты на мачтах — семья Абишевых. Дрессированные собачки — дрессировщица Камила Коржумбаева.
В современной истории Казахского Государственного цирка можно отметить таких артистов, как династия Демидовых. Основатель династии, Ольга Демидова, является лауреатом множеста цирковых фестивалей и начиная с 1994 года представляет "КазГосЦирк" на аренах в лучших цирках мира.  В 2020 году под руководством Ольги Демидовой, ее дочь, Анастасия Демидова завоевала "Серебряного Клоуна" на 9 Международном Цирковом фестивале в Монте-Карло "New Generation". А уже в 2024, также под руководством Ольги Демидовой, ее младшая дочь, Таисия Демидова завоевала "Бронзового Клоуна" на 11 Международном Цирковом фестивале в Монте-Карло "New Generation" . Стоит отметить,что фестиваль в Монте-Карло является самым престижным конкурсом для цирковых артистов со всего мира.  Демидова Анна была удостоена Золота на Международном фестивале в Якутии 2014 и "Бронзовой короны" на фестивале "Прнинцесса цирка" 2022 в Саратове, Россия. Такие награды продвигают Казахский цирк на мировой арене. Династия Демидовых также представляла Казахский Государственный Цирк на Международных аренах в Японии, России, Испании, Болгарии и др. 

## Архитектура

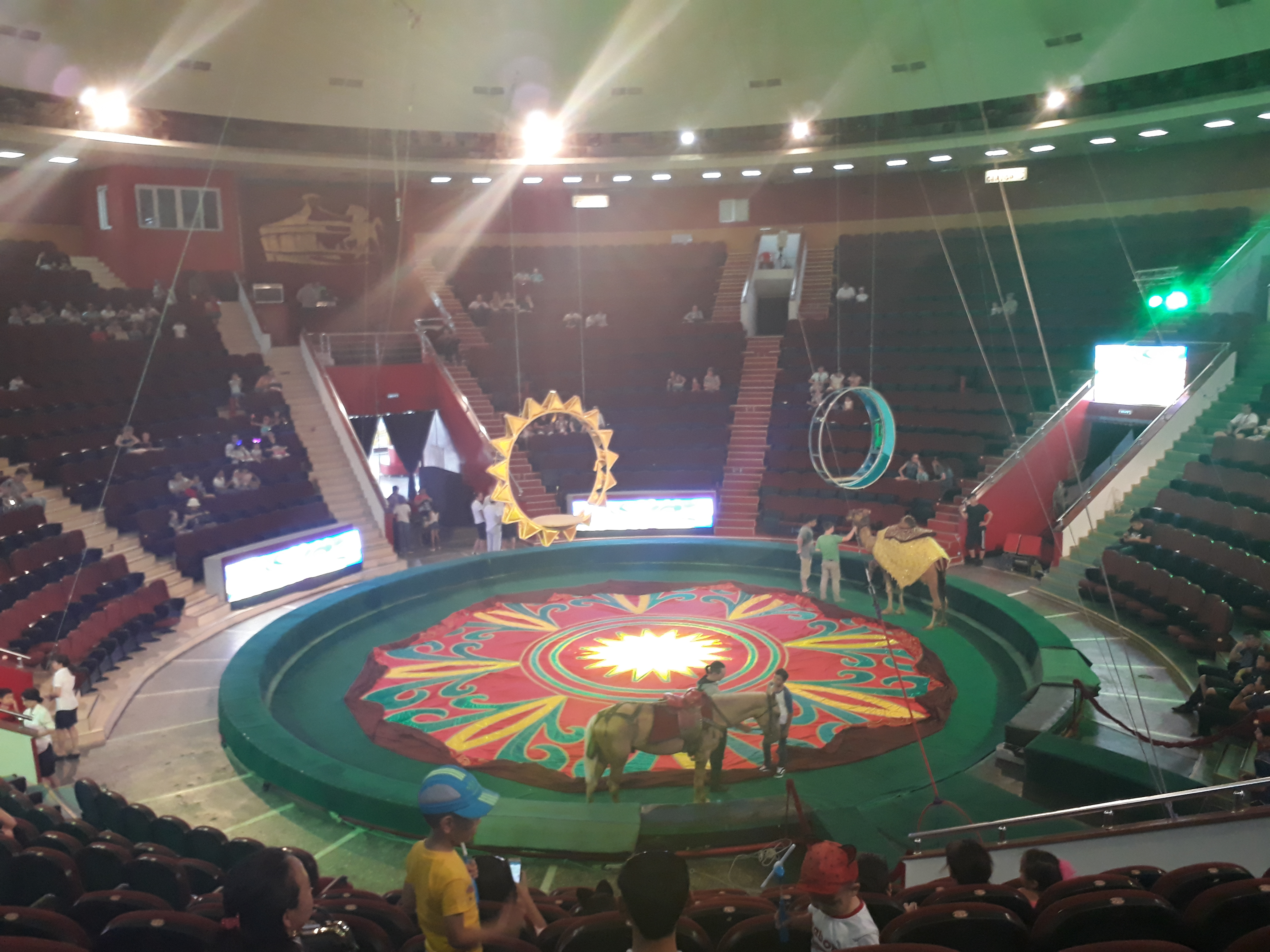
Интерьер зала, май 2018

Здание Казахского цирка строилось по прямой инициативе первого секретаря ЦК Компартии Казахской ССР Динмухамеда Кунаева. С 1972 цирк работает в новом собственном здании (арх. В. З. Кацев, И. В. Слонов), в образе которого нашли отражения как современные тенденции, так и черты, имеющие ассоциативные связи с национальной культурой казахского народа. Ротонду венчает гиперболический купол. Амфитеатр на 2160 мест опоясан 2-ярусным фойе, в котором имеются буфеты, гардероб. В административно-бытовом корпусе размещены артистические гримуборные, тренировочный манеж, столовая, помещения для животных. Имеются 2 внутренних двора для выгуливания животных.

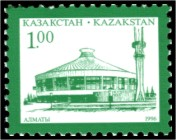
На почтовой марке.

### Статус памятника
10 ноября 2010 года был утверждён новый Государственный список памятников истории и культуры местного значения города Алматы, одновременно с которым все предыдущие решения по этому поводу были признаны утратившими силу. В этом Постановлении был сохранён статус памятника местного значения здания цирка. Границы охранных зон были утверждены в 2014 году.

## Собственность
С распадом СССР перешел под юрисдикцию Республики Казахстан, а в частности под управление Министерства культуры РК, юридический статус — «Республиканское государственное предприятие КазГосЦирк», позже весной 1997 года известный олигарх Мухтар Аблязов, в то время президент компании «Астана-Холдинг», обратился в правительство Республики Казахстан с предложением «спасти» Казгосцирк. Принимая во внимание тяжелое финансовое положение, в котором оказался Казахский государственный цирк, — просим рассмотреть наши предложения по выводу данного предприятия из кризиса… «В качестве эксперимента предлагаем провести акционирование Казахского государственного цирка. 90 процентов акций КХК „Астана-Холдинг“ готова взять в доверительное управление» — писал Аблязов. Данное предложение было горячо поддержано в правительстве Акежана Кажегельдина. После чего постановлением правительства Казгосцирк был передан в аренду сроком на 20 лет компании «Астана-Холдинг». «Астана-Холдинг» в первые пять лет обещала вложить в развитие цирка больше полутора миллионов долларов.
Овладев также земельными участками возле цирка, «Астана-Холдинг» возвела на них парк развлечений «Ерке». При этом новый хозяин был полностью освобожден от уплаты таможенных пошлин на импорт и от налогов на имущество. Так в результате земельный участок возле цирка был передан в собственность частному владельцу в форме государственного гранта, а аренда земли парку «Ерке» обходилась всего по 31 тенге за квадратный метр в год. Входные билеты в парк на тот момент стоили от 150 до 450 тенге. Однако никаких средств на сам цирк не было потрачено. Средства обещанные цирку на реконструкцию уводились через аффилированные компании. Более 4 миллионов тенге ушло на реконструкцию площади перед цирком, где и обосновался парк «Ерке». После проведения последующих финансовых проверок, до передачи в управление «Астана-Холдингу» прибыль Казгосцирка составляла более 8 миллионов тенге, подоходный налог на прибыль — почти 1,3 миллиона тенге. Однако после передачи в частное управление убытки составили: на 1 января 1998 года — почти 9 миллионов тенге, год спустя — около 36,5 миллиона, а к началу осени 2000 года — уже 50 миллионов тенге.
В марте 2002 года владелец цирка был арестован, Генеральной прокуратурой возвращены государству Казахский государственный цирк, прилегающая площадь и парк.
С 2002 года передан в коммунальное государственное управление акимата города Алматы и преобразован в «Государственное коммунальное казённое предприятие КазГосЦирк».
1 ноября 2003 года на ремонт здания цирка выделено более 100 миллионов тенге, так как оно ни разу не ремонтировалось со дня сдачи в эксплуатацию.
В 2013 году за 339 827 000 тенге из средств бюджета Алма-Аты было капитально отремонтировано здание гостиницы ГККП «Казахский государственный цирк». После чего она соответствует классу «3 звезды», отвечает международным стандартам качества, предназначена для приезжающих на гастроли цирковых коллективов, горожан и туристов.
В 2014 году стало известно об утверждении Комплексного плана приватизации на 2014—2016 годы, по которому Казахский государственный Цирк хотели продать в частную собственность. Однако согласно «Закону о культуре Республики Казахстан» статьи № 21 пункта № 3, учреждения культуры не подлежат отчуждению.
В 2015 году здание цирка было исключено из перечня объектов, подлежащих приватизации.

## Гастроли
Казахский цирк неоднократно гастролировал за рубежом – на Кубе, в Монголии, Чехословакии, Болгарии и др. Сегодня Казахский цирк активно развивается как самобытный культурный пласт искусства Республики Казахстан.
Престиж Казахского цирка подтверждается высокими наградами на самых крупных международных фестивалях и конкурсах. Победы представителей Казахского цирка в Риме, Варшаве, Монте-Карло, Ижевске, Москве и Пекине выдвинули Казахстан в число самых развитых цирковых государств.